# Randy Crawford
Randy Crawford (echte naam Veronica Crawford, Macon, 18 februari 1952) is een Amerikaanse zangeres.

## Levensloop
Crawford werd geboren in Macon, Georgia, maar groeide op in Cincinnati, Ohio. Als kind zong ze op school en in kerkkoren. Op 15-jarige leeftijd begon ze op te treden, begeleid door haar vader. Later werd ze zangeres van een groep. In 1972 trad ze voor het eerst op bij een concert in New York, waar ze samen optrad met George Benson. In 1975 trad ze op met George Benson en Quincy Jones. Enkele van de liedjes die ze daar ten gehore bracht, verschenen op haar debuutalbum Everything must change. Dit album verscheen alleen in de Verenigde Staten. Tevens zong zij dat jaar op het tweede solo-album van voormalig Genesis-gitarist Steve Hackett het nummer 'Hoping love will last'.
Grotere bekendheid kreeg ze in 1979 toen ze mee mocht zingen op de titelsong van het album Street Life van The Crusaders. Haar eigen commerciële doorbraak kwam een jaar later, toen haar vierde album Now We May Begin uitkwam. De ballad One day I'll fly away werd een nummer 1-hit in onder meer België, Nederland en Groot-Brittannië. Pas na dit succes werden haar eerdere albums ook in Europa uitgebracht.
De volgende jaren had ze nog enkele hits, maar grote hits als One day I'll fly away bleven (in tegenstelling tot wat begin jaren 80 werd voorspeld) uit. In 1997 werkte ze eenmalig samen met tranceproducers Matthias Hoffmann en Steffen Britzke op het nummer Unwounded.
Crawford geeft nog steeds concerten, in 2013 deed ze dat met het Joe Sample Trio, in 2015 geeft ze concerten onder meer in Duitsland. In 2007 wonnen Crawford en Joe Sample samen de Edison-oeuvreprijs in de categorie Jazz/World.

## Discografie

### Albums
| Album met eventuele hitnotering(en) in de Nederlandse Album Top 100 | Datum van verschijnen | Datum van binnenkomst | Hoogste positie | Aantal weken | Opmerkingen    |
| ------------------------------------------------------------------- | --------------------- | --------------------- | --------------- | ------------ | -------------- |
| Everything must change                                              | 1976                  | -                     |                 |              |                |
| Miss Randy Crawford                                                 | 1977                  | -                     |                 |              |                |
| Raw silk                                                            | 1979                  | -                     |                 |              |                |
| Now we may begin                                                    | 1980                  | 06-09-1980            | 4               | 16           |                |
| Secret combination                                                  | 1981                  | 16-05-1981            | 4               | 27           |                |
| Windsong                                                            | 1982                  | 08-08-1982            | 8               | 15           |                |
| Nightline                                                           | 1983                  | 29-10-1983            | 22              | 7            |                |
| The very best of                                                    | 1985                  | 02-02-1985            | 18              | 21           | Verzamelalbum  |
| Abstract emotions                                                   | 1986                  | 05-07-1986            | 49              | 9            |                |
| Rich and poor                                                       | 1989                  | 14-10-1989            | 31              | 9            |                |
| The Collection                                                      | 1990                  | 08-02-1990            | 54              | 10           | Verzamelalbum  |
| Through the eyes of love                                            | 1992                  | 07-03-1992            | 90              | 4            |                |
| Don't say it's over                                                 | 1993                  | -                     |                 |              |                |
| Naked and true                                                      | 1995                  | -                     |                 |              |                |
| Every kind of mood: Randy, Randi, Randee                            | 24-11-1997            | -                     |                 |              |                |
| Play mode                                                           | 2000                  | -                     |                 |              |                |
| Feeling good                                                        | 11-08-2006            | 02-09-2006            | 95              | 1            | met Joe Sample |
| No regrets                                                          | 24-10-2008            | -                     |                 |              | met Joe Sample |
| Live                                                                | 2012                  | -                     |                 |              | met Joe Sample |

### Singles
| Single met eventuele hitnotering(en) in de Nederlandse Top 40 | Datum van verschijnen | Datum van binnenkomst | Hoogste positie | Aantal weken | Opmerkingen                                                    |
| ------------------------------------------------------------- | --------------------- | --------------------- | --------------- | ------------ | -------------------------------------------------------------- |
| Street life                                                   | 1979                  | 06-10-1979            | 13              | 8            | met The Crusaders / Nr. 20 in de Single Top 100                |
| One day I'll fly away                                         | 1980                  | 06-09-1980            | 1(2wk)          | 12           | Nr. 1 in de Single Top 100                                     |
| Same old story                                                | 1980                  | 08-11-1980            | 23              | 5            | Nr. 27 in de Single Top 100                                    |
| People alone                                                  | 1981                  | 02-05-1981            | 25              | 7            | Nr. 27 in de Single Top 100                                    |
| Rainy night in Georgia                                        | 1981                  | 20-06-1981            | 17              | 7            | Nr. 32 in de Single Top 100                                    |
| You might need somebody                                       | 1981                  | 15-08-1981            | tip5            | -            |                                                                |
| One hello                                                     | 1981                  | 03-06-1981            | 35              | 3            | Nr. 37 in de Single Top 100                                    |
| Nightline                                                     | 1982                  | 22-10-1982            | 19              | 6            | Nr. 27 in de Single Top 100                                    |
| Why                                                           | 1983                  | 17-12-1983            | tip16           | -            | Nr. 49 in de Single Top 100                                    |
| Almaz                                                         | 1986                  | 27-09-1986            | tip4            | -            |                                                                |
| Everybody needs a little rain                                 | 1986                  | 01-11-1986            | tip9            | -            | met Gerard Joling Nr. 44 in de Single Top 100                  |
| Knockin' on heaven's door                                     | 1989                  | 21-10-1989            | 10              | 7            | met Eric Clapton & David Sanborn / Nr. 12 in de Single Top 100 |

| Single met hitnotering(en) in de Vlaamse Ultratop 50 | Datum van verschijnen | Datum van binnenkomst | Hoogste positie | Aantal weken | Opmerkingen                                                    |
| ---------------------------------------------------- | --------------------- | --------------------- | --------------- | ------------ | -------------------------------------------------------------- |
| One day I'll fly away                                | 1980                  | -                     |                 |              | Nr. 1 in de Radio 2 Top 30                                     |
| Same old story                                       | 1980                  | -                     |                 |              | Nr. 21 in de Radio 2 Top 30                                    |
| Rainy night in Georgia                               | 1981                  | -                     |                 |              | Nr. 23 in de Radio 2 Top 30                                    |
| One hello                                            | 1981                  | 03-06-1981            |                 |              | Nr. 25 in de Radio 2 Top 30                                    |
| Knockin' on heaven's door                            | 1989                  | -                     |                 |              | met Eric Clapton & David Sanborn / Nr. 10 in de Radio 2 Top 30 |
| Diamante                                             | 1992                  | -                     |                 |              | met Zucchero / Nr. 7 in de Radio 2 Top 30                      |

### NPO Radio 2 Top 2000
| Nummers met noteringen in de NPO Radio 2 Top 2000 | '99  | '00  | '01  | '02  | '03  | '04  | '05  | '06  | '07  | '08  | '09  | '10  | '11  | '12  | '13  | '14  | '15  | '16  | '17  | '18  | '19 | '20  |
| ------------------------------------------------- | ---- | ---- | ---- | ---- | ---- | ---- | ---- | ---- | ---- | ---- | ---- | ---- | ---- | ---- | ---- | ---- | ---- | ---- | ---- | ---- | --- | ---- |
| Almaz                                             | -    | 1701 | -    | -    | -    | -    | -    | -    | -    | -    | -    | -    | -    | -    | -    | -    | -    | -    | -    | -    | -   | -    |
| One Day I'll Fly Away                             | 827  | 1394 | 1617 | 1342 | 1204 | 1327 | 1410 | 1026 | 1284 | 1211 | 1052 | 1087 | 1582 | 1522 | 1527 | 1550 | 1804 | 1536 | 1533 | 1761 | -   | 1929 |
| Street Life (met The Crusaders)                   | 1256 | -    | 1216 | 1469 | 1819 | 1693 | 1986 | 1776 | 1585 | 1693 | -    | -    | -    | -    | -    | -    | -    | -    | -    | -    | -   | -    |

1. ↑  Een '-' betekent dat het nummer niet was genoteerd en een vetgedrukt getal geeft de hoogste notering van een nummer aan.
2. ↑  Deze tabel is bijgewerkt tot en met de laatste editie (2024).

- Biblioteca Nacional de España: XX967519
- Bibliothèque nationale de France: cb13892824h (data)
- Gemeinsame Normdatei: 134352122
- International Standard Name Identifier: 0000 0000 6304 3690
- Library of Congress Control Number: n92029352
- MusicBrainz: 614e392a-0d63-48a2-bbd5-03265c407bd1
- Nationale Bibliotheek van Tsjechië: xx0140708
- Nationale Bibliotheek van Israël: 987007410128905171
- Nederlandse Thesaurus van Auteursnamen: 071435379
- Virtual International Authority File: 69115157
- WorldCat: E39PBJmxWMBRcxVrpm8f7yHwG3